# Гвоздичные
Гвозди́чные, или Гвоздиковые (лат. Caryophylláceae) — семейство свободнолепестных растений, состоящее из однолетних или многолетних трав и немногих полукустарников.

## Ботаническая характеристика
Обычно травянистые растения, реже полукустарники и кустарники.
У всех видов, за немногими исключениями, листья парные, супротивные, редко очерёдные, всегда простые, от почти линейных до овальных, изредка с небольшими плёнчатыми прилистниками.
Цветки правильные, обоеполые, реже однополые, с чашечкой и венчиком. Число частей пятерное, редко четверное. Околоцветник двойной (реже простой). Чашечка из четырёх-пяти срастающихся, редко свободных чашелистиков. Тычинки обычно свободные или реже прирастающие к чашелистикам, в двух кругах по пять, либо четыре или пять в одном круге. Гинецей ценокарпный, сросшийся из двух-пяти плодолистиков. Многочисленные семязачатки. Завязь цельная, верхняя; столбик один или несколько.
Формула цветка: {\displaystyle \ast K_{5}\ oder\ K_{(5)}\;C_{5-0}\;A_{5+5}\;G_{{\underline {(5)}}-{\underline {(2)}}}}.
Соцветие верхушечное, двуразвилистое или многоразвилистое, то раскидистое, то плотное, пучковатое.
Плод — ценокарпий, в большинстве случаев сухой, в виде коробочки или ореха, реже ягоды, раскрывающейся зубцами или полустворками, одногнёздный, с центральным семяносцем; семян у большинства много, редко одно. Ягодообразный плод редок. Семена мелкие, гладкие или бугорчатые, зародыш более или менее согнутый, периферический, прилегающий к белку.

## Происхождение и распространение
В соответствии с современной таксономической системой APG IV по состоянию на декабрь 2023 года семейство насчитывает 98 родов и 2 511 видов.
Распространены гвоздичные по всем континентам Земли, но неравномерно. Наибольшее число видов встречается в области древнего Средиземноморья, районах Центральной и Восточной Азии. Гвоздичные играют большую роль во многих травянистых растительных сообществах и способны расти в пустынях, тундрах, высокогорьях субтропиков и тропиков, где они представлены своеобразной подушечной формой.
Два представителя семейства гвоздичных достойны включения в Книгу рекордов Гиннесса — это Колобантус кито (Colobanthus quitensis) и Звездчатка стелющаяся (Stellaria decumbens). Первое растение входит во флору цветковых Антарктиды, состоящую всего из двух видов. Второе — обнаружено в Гималаях на высоте 6 тыс. м над уровнем моря.

## Хозяйственное значение
Представители семейства Гвоздичные имеют важное хозяйственное значение. Некоторые представители гвоздичных, такие как Гипсофила, Гвоздика, Мыльнянка, Дрёма, Зорька введены в культуру и используются как декоративные растения. Гвоздичные содержат различные физиологически активные вещества: флавоноиды, алкалоиды, витамины, органические кислоты, фитоэкдистероиды и сапонины. Наличие данных веществ обусловливает применение отдельных видов семейства — Грыжник гладкий (Herniaria glabra), представителей родов Качим (Gypsophila), Колючелистник (Acanthophyllum), Смолёвка (Silene) — в народной и официальной медицине. Из-за значительного содержания сапонинов ряд гвоздичных используется в качестве заменителей мыла, при производстве пенобетона и восточных сладостей. Многие виды дают хорошее сено, Торица полевая (Spergula arvensis) сеется как кормовая трава.
Ядовит для человека и скота Куколь обыкновенный (Agrostemma githago). Сорняками являются Звездчатка средняя (Stellaria media), Тысячеголов испанский (Vaccaria hispanica) и некоторые другие виды.

## История изучения и классификация
Caryophylleae Juss. 1789, Gen. PL: 299, nom. cons. — Alsinaceae Adans. 1763, Fam. PL: 2: 250. — Spergulaceae Adans. 1763, Fam. PL: 2: 270. — Illecebraceae R.Br. 1810, Prodr.: 413. — Гвоздичные.
Ряд видов гвоздичных упоминается ещё в работах долиннеевских авторов (Bauhin; Tournefort; Buxbaum, и др.). Однако основы научного подхода к изучению семейства гвоздичных были заложены в работах К. Линнея. В соответствии с числом тычинок и столбиков он распределил виды, относимые в настоящее время к семейству гвоздичных, между несколькими классами своей системы.
Описание семейства («порядка») как таксона впервые приводится французским ботаником Антуаном Лораном Жюссьё в разработанной им естественной системе растений. В этой системе он разделил семейство на 6 групп по совокупности различных признаков. В системе Jussieu отмечена важность признака строения околоцветника при делении семейства на естественные группы.
Со времён Линнея до начала XIX века был накоплен значительный гербарный материал по растениям из различных областей Земли, в том числе и по гвоздичным. Он был обобщен в капитальной сводке «Prodromus…» французского ботаника Огюстена Пирама Декандоля, где рассматриваются два самостоятельных «порядка», охватывающих семейство в нашем понимании — Caryophylleae Juss. и Paronychieae A.St.-Hil.. Порядок Caryophylleae, в свою очередь, делится по признаку сросшейся или несросшейся чашечки на две трибы: Sileneae DC. и Alsineae DC.. Порядок Paronychieae, на основании различий в строении цветка, плода и расположения листьев подразделяется на ряд триб: Telephieae DC., Illecebreae DC., Polycarpaeae DC., Pollichieae  DC., Queriaeae DC., Sclerantheae Link, Minuartieae DC..
В дальнейшем разработкой системы семейства в целом занимаются многие известные ботаники. Немецкий ботаник Эдуард Фенцль в работе «Genera plantarum…» приводит значительно изменённую по сравнению с «Prodromus…» систему порядка Caryophylleae Juss., который он разделяет на 4 подпорядка: Paronychieae A.St.-Hil., Sclerantheae Link, Alsineae  Bartl. и Sileneae DC.. В составе первого подпорядка рассматриваются четыре трибы: Illecebreae R.Br., Pterantheae R.Br., Pollichieae DC., Telephieae DC.. Подпорядок Sclerantheae не подразделяется на трибы. Подпорядок Alsineae делится на три трибы: Sabulineae Fenzl, Merckieae Fenzl, Stellarineae Fenzl. Наконец, подпорядок Sileneae рассматривается в составе трёх триб: Diantheae Kunth, Lychnideae Fenzl, Drypideae Fenzl.
Однако существует и другая точка зрения на объём семейства. Дж. Бентам и Дж. Гукер вновь рассматривают 2 таксона: Caryophylleae Juss. (с трибами Sileneae, Alsineae, Polycarpeae) и Illecebreae R.Br. (с трибами Pollichieae, Pamnychieae, Pterantheae, Sclerantheae).
Фердинанд Албин Пакс, который снова признает единое семейство Caryophyllaceae, выделяет в его составе две группы неопределённого ранга — Silenoideae и Alsinoideae. Внутри первой он различает подгруппы, ранг которых также не определён — Silenoideae-Lychnideae и Silenoideae-Diantheae, а в составе второй —Alsinoideae-Alsineae, Alsinoideae-Sperguleae, Alsinoideae-Polycarpeae, Alsinoideae-Paronychieae, Alsinoideae-Dysphanieae, Alsinoideae-Sclerantheae, Alsinoideae-Pterantheae. Во втором издании этой работы система семейства подверглась значительному изменению. Семейство разделено на 3 подсемейства: Paronychioideae Vierh., Silenoideae A.Br., Alsinoideae Vierh.. Каждое подсемейство, в свою очередь, состоит из триб, названия которых двойные и включают название подсемейства и собственно название трибы. Названия подтриб уже тройные и состоят из названий подсемейства, трибы и подтрибы. Подсемейство Paronychioideae включает 4 трибы: Pamnychieae Pax et K.Hoffm., Pterantheae Endl., Polycarpeae Pax, Sperguleae Vierh. (здесь и далее первые таксоны опущены, приводится только собственное название таксона данного ранга). Триба Pamnychieae разделяется на 3 подтрибы: Pollichiinae Pax et K.Hoffm., Paronychiinae Pax et K.Hoffm., Illecebrinae  Aschers. et Graebn.. Две других трибы — Pterantheae и Polycarpeae — приводятся без деления на подтрибы. Четвёртая триба — Sperguleae — делится на 3 подтрибы: Spergulinae Pax et K.Hoffm.,  Telephiinae Aschers. et Graebn., Xerotiineae Pax et K.Hoffm.. Подсемейство Alsinoideae делится на трибы: Alsineae Pax (с подтрибами Stellariinae Aschers. et Graebn., и Sabulininae Aschers. et Graebn.), Pycnophylleae Mattf., Habrosieae Pax et K.Hoffm., Sclerantheae Vierh.. Подсемейство Silenoideae разделяется на трибы: Lychnideae A.Br. (с подтрибами Sileninae Pax et K.Hoffm., Cucubalinae Pax et K.Hoffm., Drypidinae Pax et K.Hoffm.) и Diantheae Pax.
Большинство современных ботаников, следуя F. Pax и К. Hoffman, принимает единое семейство Caryophyllaceae, разделяя его на 3 подсемейства: Alsinoideae, Silenoideae, Paronychioideae. Другие, предпочитают более узкую трактовку семейства Caryophylleae Juss., с выделением из него семейства Illecebraceae R.Br.. Реже каждое или большинство из подсемейств рассматриваются в качестве отдельных семейств, а из Illecebraceae выделяется семейство Spergulaceae Adans.
Наличие в составе семейства ряда полиморфных родов (Silene, Dianthus, Elisanthe, Gypsophila), значительная внутривидовая изменчивость, зачастую осложненная межвидовой гибридизацией, затрудняет распознавание видов и делает гвоздичные одним из наиболее трудных и интересных в таксономическом отношении семейств.

## Роды
В соответствии с современной таксономической системой APG IV по состоянию на декабрь 2023 года семейство насчитывает 98 родов и 2 511 видов.